# Joe Smith Jr.
Joe Smith Jr. (Long Island, Nueva York, Estados Unidos, 20 de septiembre de 1989) es un boxeador estadounidense. Es el actual campeón de peso semipesado de la OMB desde abril de 2021 y previamente desafió el título de peso semipesado de la AMB en 2019. Se convirtió en el primer boxeador en anotar una victoria por nocaut sobre el ex campeón mundial indiscutible de peso mediano Bernard Hopkins, quien se retiró después de dicha pelea.

## Inicios
Smith hizo su debut profesional en octubre de 2009 derrotando a David Brown por nocaut técnico en la primera ronda en Connecticut.
Smith ganó sus siguientes cinco peleas solo para perder su séptima pelea profesional contra Eddie Caminero.
Durante los siguientes cinco años, Smith acumuló un récord de 20 victorias, 16 antes de límite y 1 derrota. Esto incluyó victorias contra boxeadores como Otis Griffin, Cory Cummings y una victoria por decisión contra Will Rosinsky.

### Campeón de peso semipesado de la OMB

#### Smith vs. Vlasov
El 10 de abril de 2020, Smith Jr. desafió a Maxim Vlasov por el título mundial vacante de peso semipesado de la OMB. Smith Jr. pudo capturar el título a través de una controvertida decisión mayoritaria. Dos jueces anotaron la pelea 115-113 y 115-112 a favor de Smith Jr., mientras que el tercer juez anotó un empate 114-114.

## Récord profesional
rowspan=""  style="background-color:var(--background-color-success-subtle, #d5fdf4); color:inherit;; text-align:center; vertical-align:middle;" | Victoria
| 28 Ganadas (22 KOs), 5 Derrotas |                  |                      |      |                      |                                                    |                                                             | |
| Res.                            | Registro         | Oponente             | Tipo | Rd., Tiempo          | Fecha                                              | Localidad                                                   | Notas |
| 28–5                            | Gilberto Ramírez | UD                   | 10   | 7 de octubre de 2023 | Chelsea Ballroom, Paradise, Nevada, Estados Unidos |                                                             | |
| Derrota                         | 28–4             | Artur Beterbiev      | TKO  | 2 (12), 2:19         | 18 de junio de 2022                                | Madison Square Garden, Nueva York, Estados Unidos           | Pierde el título mundial de la Organización Mundial de Boxeo (WBO) del peso semipesado. Por los títulos mundiales de la Federación Internacional de Boxeo (IBF) y del Consejo Mundial de Boxeo (WBC) en la misma división. |
| Victoria                        | 28–3             | Steve Geffrard       | TKO  | 9 (12), 2:17         | 15 de enero de 2022                                | Turning Stone Resort Casino, Verona, Nueva York             | Retiene el título mundial de la WBO del peso semipesado. |
| Victoria                        | 27–3             | Maxim Vlasov         | MD   | 12                   | 10 de abril de 2021                                | Osage Casino, Tulsa, Oklahoma                               | Ganó el título mundial vacante de la WBO del peso semipesado. |
| Victoria                        | 26–3             | Eleider Álvarez      | KO   | 9 (12), 0:26         | 22 de agosto de 2020                               | MGM Grand Conference Center, Paradise, Nevada               | |
| Victoria                        | 25–3             | Jesse Hart           | SD   | 10                   | 11 de enero de 2020                                | Hard Rock Hotel & Casino, Atlantic City, Nueva Jersey       | Ganó el título WBO–NABO del peso semipesado |
| Derrota                         | 24–3             | Dmitry Bivol         | UD   | 12                   | 9 de marzo de 2019                                 | Turning Stone Resort Casino, Verona, New York, U.S.         | Por el título mundial de la WBA del peso semipesado. |
| Victoria                        | 24–2             | Melvin Russell       | KO   | 1 (10), 1:45         | 30 de julio de 2018                                | Mohegan Sun Arena, Montville, Connecticut                   | |
| Derrota                         | 23–2             | Sullivan Barrera     | UD   | 10                   | 15 de julio de 2017                                | The Forum, Inglewood, California                            | Perdió el título WBC International del peso semipesado |
| Victoria                        | 23–1             | Bernard Hopkins      | TKO  | 8 (12), 0:53         | 17 de diciembre de 2016                            | The Forum, Inglewood, California                            | Retuvo el título WBC International del peso semipesado |
| Victoria                        | 22–1             | Andrzej Fonfara      | TKO  | 1 (10), 2:32         | 18 de junio de 2016                                | UIC Pavilion, Chicago, Illinois                             | Ganó el título WBC International del peso semipesado |
| Victoria                        | 21–1             | Fabiano Pena         | TKO  | 2 (10), 2:38         | 23 de abril de 2016                                | The Paramount, Huntington, Nueva York                       | |
| Victoria                        | 20–1             | Will Rosinsky        | UD   | 10                   | 5 de diciembre de 2015                             | Barclays Center, New York City, Nueva York                  | |
| Victoria                        | 19–1             | Shujaa El Amin       | TKO  | 9 (10), 2:25         | 11 de septiembre de 2015                           | The Paramount, Huntington, Nueva York                       | |
| Victoria                        | 18–1             | Cory Cummings        | TKO  | 2 (10), 2:10         | 18 de abril de 2015                                | The Paramount, Huntington, Nueva York                       | |
| Victoria                        | 17–1             | Maxell Taylor        | TKO  | 1 (8), 0:37          | 20 de diciembre de 2014                            | The Paramount, Huntington, Nueva York                       | |
| Victoria                        | 16–1             | Tyrell Hendrix       | TKO  | 3 (8), 1:45          | 23 de julio de 2014                                | B.B. King Blues Club & Grill, New York City, Nueva York     | |
| Victoria                        | 15–1             | Michael Gbenga       | RTD  | 2 (8), 3:00          | 21 de marzo de 2014                                | Aviator Sports and Events Center, New York City, Nueva York | |
| Victoria                        | 14–1             | Otis Griffin         | UD   | 6                    | 12 de febrero de 2014                              | Roseland Ballroom, New York City, Nueva York                | |
| Victoria                        | 13–1             | Lamont Williams      | SD   | 6                    | 9 de noviembre de 2013                             | Aviator Sports and Events Center, New York City, Nueva York | |
| Victoria                        | 12–1             | Hamid Abdul-Mateen   | UD   | 6                    | 4 de mayo de 2013                                  | Resorts World, New York City, Nueva York                    | |
| Victoria                        | 11–1             | Yasin Rashid         | TKO  | 3 (8), 1:57          | 22 de septiembre de 2012                           | Resorts World, New York City, Nueva York                    | |
| Victoria                        | 10–1             | James Denson         | TKO  | 1 (6), 1:54          | 17 de mayo de 2012                                 | Plattduetsche Park Restaurant, Hempstead, Nueva York        | |
| Victoria                        | 9–1              | Amador Acevedo       | KO   | 5 (6), 2:55          | 21 de abril de 2012                                | Cordon Bleu, New York City, Nueva York                      | |
| Victoria                        | 8–1              | Dennis Ogboo         | TKO  | 2 (4), 2:06          | 30 de marzo de 2012                                | Foxwoods Resort Casino, Ledyard, Connecticut                | |
| Victoria                        | 7–1              | Santos Martinez      | KO   | 2 (4), 2:40          | 30 de julio de 2011                                | Aviator Sports and Events Center, New York City, Nueva York | |
| Derrota                         | 6–1              | Eddie Caminero       | TKO  | 4 (6), 2:58          | 7 de agosto de 2010                                | Aviator Sports and Events Center, New York City, Nueva York | |
| Victoria                        | 6–0              | Charles Wade         | TKO  | 2 (4), 1:10          | 28 de julio de 2010                                | B.B. King Blues Club & Grill, New York City, Nueva York     | |
| Victoria                        | 5–0              | Walter Foster        | TKO  | 2 (4), 1:39          | 26 de junio de 2010                                | Mohegan Sun Arena, Montville, Connecticut                   | |
| Victoria                        | 4–0              | Christopher Dammones | TKO  | 1 (4), 0:18          | 2 de abril de 2010                                 | Brooklyn Masonic Temple, New York City, New York            | |
| Victoria                        | 3–0              | Carlos Adams         | TKO  | 1 (4), 0:42          | 12 de marzo de 2010                                | Foxwoods Resort Casino, Ledyard, Connecticut                | |
| Victoria                        | 2–0              | Brandon McGowan      | KO   | 1 (4), 0:45          | 20 de noviembre de 2009                            | Twin River Event Center, Lincoln, Rhode Island              | |
| Victoria                        | 1–0              | David Brown          | TKO  | 1 (4), 2:35          | 31 de octubre de 2009                              | Mohegan Sun Arena, Montville, Connecticut                   | |